# جين ماكيني
جين ماكيني (بالإنجليزية: Gene McKinney)‏ هو جندي أمريكي، ولد في 3 نوفمبر 1950 في مونتيسيلو في الولايات المتحدة.

## وصلات خارجية
- الموقع الرسمي